# M16 소총

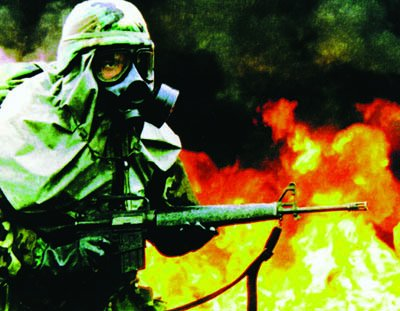
M40 마스크와 M16A1 소총을 가지고 훈련 중인 미군 병사.

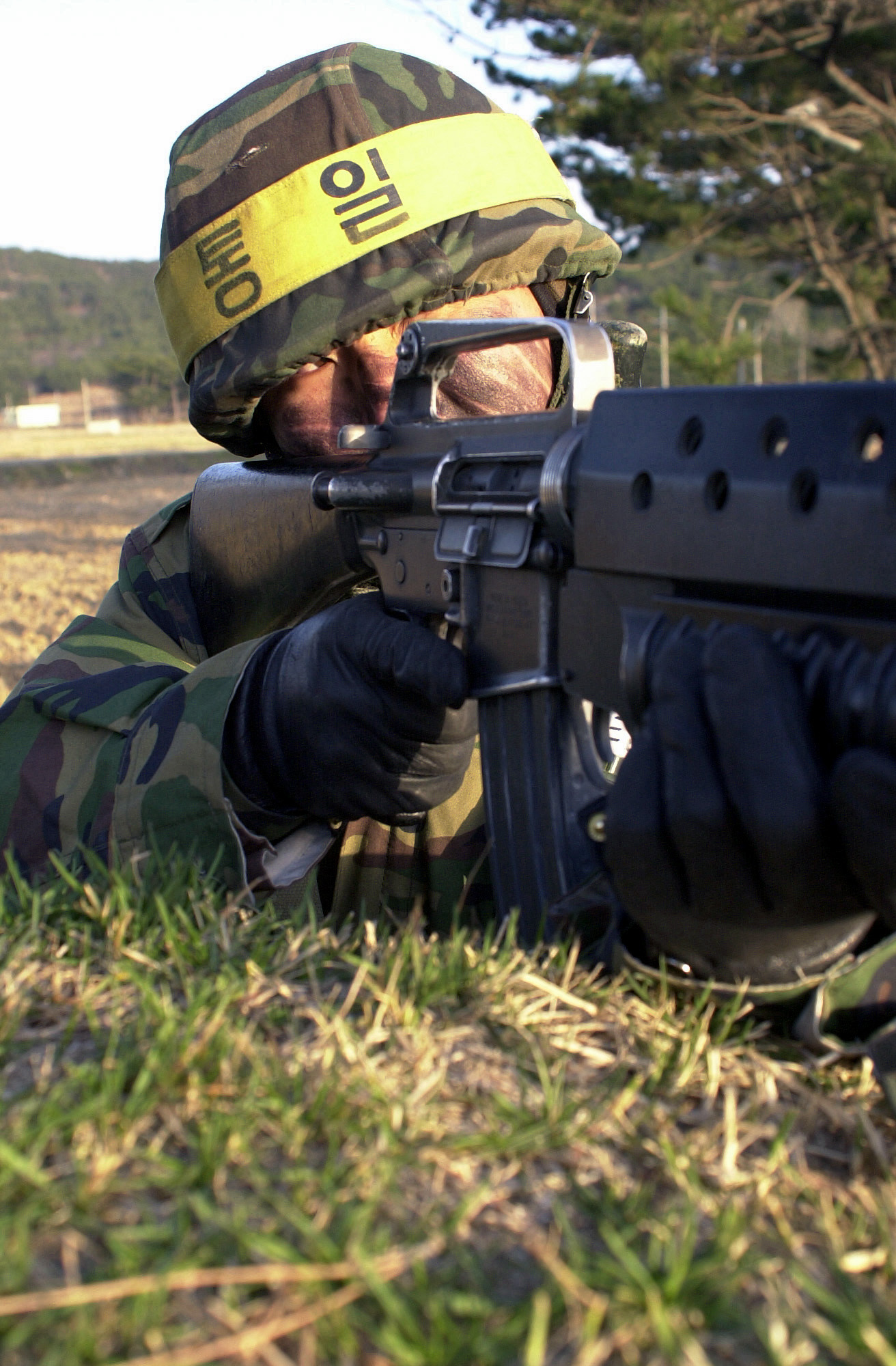
M203 유탄발사기 장착 M16A1 소총으로 무장한 대한민국 병사.

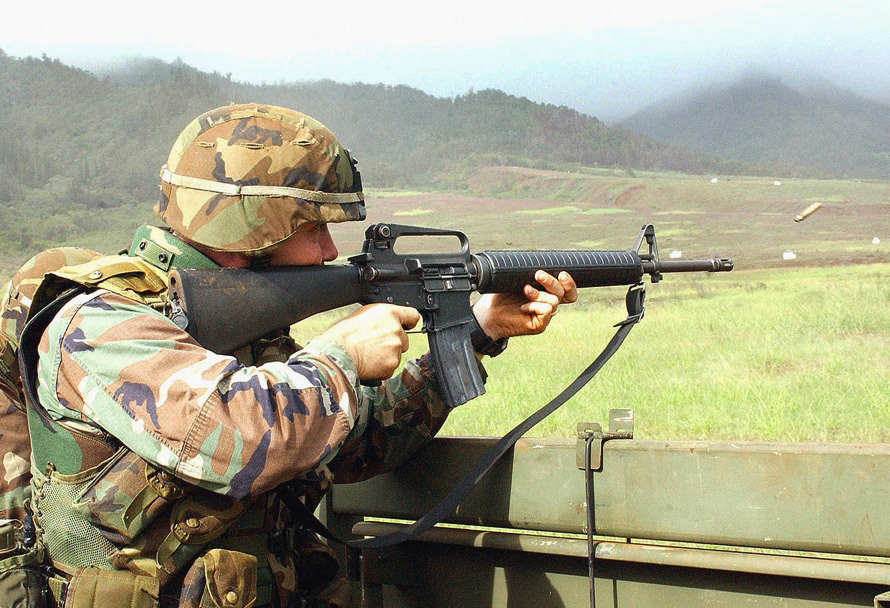
미 육군 병사가 M16A2로 사격하고 있다.

5.56 mm 구경 M16 소총(Rifle, Caliber 5.56 mm, M16)은 아말라이트 AR-15 소총의 군용 개량형으로, 미군의 주력 제식소총이다. 
베트남 전쟁을 계기로 M14 소총을 밀어내고 주력 소총으로 자리잡았다. 
가스직동식으로 동작하는 몇 안되는 돌격소총 중 하나이다. 
미국에서는 M4카빈으로 대체되고 후방 부대 에서만 쓰인다.
한국군은 베트남 전쟁 당시 미국으로부터 M16을 지급받아 사용하였으며, 1968년부터 한국군에 제식으로 지급되었다. 
1974년 3월 2일부터 1985년까지 대우정밀에서 M16A1(콜트 모델 603K)을 면허 생산하였으나, 현재 M16A1은 전시에 대비하여 선배 전우가 다루던 구기종으로 분류되어 교육에만 사용되지만 정규군은 모두 K2 소총으로 대체되었으며, 현재는 예비군용으로 반환되었다. 
육군의 경우 현역부대 기준으로, 2010년대 초반까지만 해도 후방의 2작사 예하 향토사단 및 기행부대(수방사를 제외한 육직, 국직부대)에서 쓰였지만 현재는 K2로 많이 교체된 상태다. 
한편 향토예비군은 2015년부터 M1카빈을 전량 M16A1으로 대체하여 사용 중이다.
M16은 AR-15로도 불린다. 현재 M16A4까지 출시된 상황이다.

## 역사
1964년 미국 공군에서 아말라이트사의 AR-15를 M16이란 제식명칭으로 채용하였고, 베트남 전쟁 중 미국 육군에서 노리쇠 전진기를 추가하고 약간의 개량을 가한 XM16E1, M16A1을 채용하였다.
베트남 전쟁 초기에는 M14 소총이 주력 소총이었으나, 7.62 × 51 mm NATO 탄을 사용하는 M14 소총은 긴 길이와 강한 반동으로 인해 베트남의 정글전에 적합하지 않았고, 정글전 외에도 헬리콥터 및 장갑차를 이용한 기계화보병용으로도 문제가 많음이 지적되었다. 반면에 위력이 상대적으로 약한 .223 레밍턴을 사용하는 M16 소총은 짧은 길이와 적은 반동으로 정글전과 기계화전에 적합하였고, 곧 M14 소총을 대체하게 된다.
이 과정에서 우여곡절이 있었는데 미국 육군에서는 개머리판 등 철 이외의 부품을 목재로 만든 M14 소총이 전통 소총으로 우대받은 반면 M16 소총은 철 이외의 부품이 플라스틱인 탓에 어린이용 장난감 취급을 당하며 외면받아서 한동안 미국 공군에서만 기지 방어용으로 사용하다가 베트남 전쟁을 계기로 되려 M14 소총이 도태되었고 M16 소총을 미국 육군에서 제식 화기로 채택하기에 이르렀다.
M16의 채용에는 이러한 실전부대에서 문제점뿐만 아니라 당시 국방장관 로버트 맥나마라와 지지부진하던 특수 목적 개인 화기(Special Purpose Individual Weapon, SPIW) 계획의 영향도 컸다. 민간 기업가 출신으로 그때까지 예산의 효율적 사용이란 개념이 없었던 미국 군부에 민간 기업의 효율적인 예산 집행 개념을 도입하여 낭비 요소를 최대한 줄였던 맥나마라 장관은 당시 진행 중이던 SPIW가 곧 성공할 것이라 생각했다.
SPIW 계획은 OICW 계획에 비견될만한 프로젝트로 1960년대 초에 진행되던 차세대 개인화기 개발 프로젝트였다. M14는 앞서 지적된 문제점들을 감안하지 않더라도 구시대 무기로서 가격도 비싼 편이었다. 따라서 맥나마라는 SPIW 계획이 곧 성공할 것이라는 전제 하에 M14가 가지고 있던 문제점들을 해결할 대안으로 이미 공군이 채용한 M16의 채용을 지시하였다. 전군 장비 공통화 방침에도 위배되지 않은 것이다.
맥나마라를 포함하여 많은 사람들은 M16이 오랜 기간 동안 사용될 주력 제식 소총이 될 것으로 생각하지 않았다. 어디까지나 SPIW 계획이 성공으로 마무리될 때까지만 현대전에 어울리지 않는다는 평가를 받은 M14와 SPIW의 중간에서 징검다리 역할 정도로만 생각했다.
베트남 전쟁 기간 중 M16은 나름대로 호평을 받았고, 수요는 늘어났지만 SPIW는 반대로 지지부진했고, 결국 이 프로젝트는 실패로 끝났다. 미군은 결국 M16을 주력 제식 소총으로 삼게 되어 현재에 이르게 된다.
베트남 전쟁에서 M16이 보급될 당시, 콜트 사는 M16 소총의 신뢰성을 많이 부풀려서 청소할 필요가 없다는 식으로 이야기를 했다. 병사들은 청소 도구를 지급받지 못했을 뿐만 아니라, M16 소총의 총기청소도 교육받지 못했다. 초기에 보급된 탄약에 쓰인 화약은 AR-15 개발 당시 사용했던 Improved Military Rifle (IMR) 화약이 아닌 구형 화약(ball powder)일 뿐만 아니라, 불순물이 많은 저급 화약이었다. 이로 인해 가스 직동식인 M16은 많은 작동 불량을 일으켰다. 또한 초기에 보급된 M16 및 XM16E1은 총열과 약실에 크롬 도금이 안되어 있어 부식 문제를 가지고 있었다. 신뢰성 문제는 크롬 도금된 M16A1 보급 및 주기적이고 철저한 손질을 통해 어느 정도 해결될 수 있었다. 현재는 M4 카빈, M4A1등으로 대체되고 M16은 후방부대, 미해병대 등에서만 쓰이고 있다. 미해병대는 M16A4를 제식소총으로 사용한다.

## 특허
미국 M16 소총, M4 카빈은 특허권이 기간만료되어, 전세계 모든 총기회사가 카피 버전을 생산, 수출할 수 있게 되었다. 다만, 상표권은 기간만료가 되지 않고 유효해서, M16, M4라는 상표명을 사용해서는 안된다.
M16 계열의 특허권 기간만료로, 시그 사우어 SIG516, 독일 H&K HK416, 미국 LWRC M6, 미국 루거 SR556, 중국 노린코 CQ-A, 러시아 칼라시니코프 VEPR-15가 출시되었다.
한국은 M16를 라이센스 생산해서 사용했으나, 특허를 피하고 저렴한 비용으로 군대에 총기를 보급하기 위해 K1A 카빈, K-2 소총을 1970년대에 설계하여, 1980년대 실전배치해 사용중이다. M16 특허권 기간만료로 전세계(일부국가는 제외)가M16 카피를 생산, 수출하는데 비해, 아직도 한국은 M16 계열을 생산하지는 않고 있다.

## 변형
M16, XM16E1, M16A1, M16A2, M16A3, M16A4 등 많은 버전이 있다. 단축형은 콜트 코만도(Colt Commando), M4 카빈 등이 있다.
1968년 등장한 CAR703은 롱 스트로크 가스피스톤 방식을 사용하는 개량형이었지만, 채택되지 못했다.

### M16A1
XM16E1, M16A1은 베트남 전쟁 도중 보고된 M16의 구조적인 문제점 개선하기 위한 노리쇠 전진기를 추가하고 몇몇 개량을 가했다. M16, XM16E1, M16A1은 12인치에 1회전하는 강선을 가지고 있어서 .223 레밍턴(미군 제식 명칭 M193, 한국군 제식 명칭 KM193)탄을 사용한다. 20발들이 박스탄창을 주로 사용한다. 30발 탄창도 있지만 내구성 문제로 널리 쓰이지는 않았다. 또한 현재는 2016년부터 M1 카빈을 대체한 예비군용 소총이다.

### M16A2
M16A2는 5.56 × 45 mm NATO (FN SS109, 미군 제식 명칭 M855. 한국군 제식 명칭 K-100)탄 사용을 위해 7인치에 1회전하는 강선을 가지게 되었고, 총열도 두꺼워졌다. 새로운 탄의 채용으로 유효 사거리가 90m가량 향상되었다. 총열덮개가 인체공학적인 요소가 가미된 원형으로 바뀌었고, 개머리판도 튼튼하게 바뀌었다. M16A2는 M16A1과 달리 완전자동 모드가 없고 대신 3점사 모드가 있다. 이는 탄약 소모를 줄이기 위한 것인데, 근거리에서는 완전자동에 비해 화력이 부족하고 장거리에서는 쓸모가 없고 불확실한 이론과 편견으로 정립된 설계라는 비판이 많다. 이 때문에 Navy SEALs와 같은 특수부대에서는 완전자동 모드가 있는 M4A1이나 M16A3를 사용한다.또한 M203유탄발사기 가 장착되어있는 모델도 있다.
미 육군 보고서 “M16A2 소총 특성 분석과 권고되는 개선사항들”에는 M16A2의 여러 문제점들이 자세히 분석되어 있다. 이에 따르면 M16A2는 M16A1과 비교해 다음과 같은 문제점들을 가지고 있다.
- 500m 이하의 거리를 가지는 목표물에 대해서는 M16A1보다 정확도가 떨어진다. (600~800m 목표물에 대해서는 M16A1보다 우수) 정확도가 떨어지는 이유 중 하나는 탄환에 가해지는 필요 이상의 회전력 때문이다. 대부분의 교전은 500m 이하에서 일어난다는 것을 고려할 때, M16A2의 유효 사거리 증가는 큰 의미를 가지지 못한다.
- 7인치에 1회전하는 강선은 M856 예광탄을 안정시키기엔 적합하나, 보통탄(M855)에는 필요 이상의 회전력을 제공한다.
  - 총열에 필요 이상의 압력이 가해지게 되고, 이로 인해 총열의 수명이 짧아진다.
  - 근거리에서는 탄이 나선형으로 움직이게 되어 정확도가 떨어진다. (과안정 현상)
  - 9인치에 1회전하는 강선을 가지게 될 경우 거의 모든 사거리에서 정확도가 향상되며(특히 25~300m), 총열에 무리가 덜 가해지게 된다.
- M16A1보다 길고 15% 더 무겁다.
- M16A1보다 20% 많은 부품을 가지고 있어 운용이 더 어렵다.
  - 미국 해병대 시험 결과 M16A1보다 고장이 많았다.
- 자동 모드를 3 점사 모드로 대체하는 것은 많은 문제점을 야기한다.
  - 건물에서의 실내전, 적진으로의 돌격, 적 공격에 대한 방어, 매복, 적 매복에 대한 대응, 적 헬기 및 차량에 대한 공격 시 충분한 화력을 제공하지 못한다.
  - 3점사로 탄약 소모를 줄일 수 있다는 연구 결과는 없다.
  - 9개의 부품으로 이루어진 3점사 기구는 오작동의 원인이 될 수 있어 신뢰성을 떨어뜨린다.
  - 자동 사격이 가능하다는 사실은 병사들에게 심리적인 이점을 제공한다. 자료에 따르면 자동 사격이 가능한 화기를 가지고 있는 병사는 더 적극적으로 사격하려는 경향이 있다.

### M16A3
M16A3는 FN사가 개발한 소총으로 A2와 달리 3점사 모드 대신 완전자동 모드가 있는 M16A2의 변형으로 M16A2를 대체하려 하였으나 미해병대에서는 M16A3의 외관이 M16A2보다 달라진것이 거의 없다며 외면하였으며 현재 네이비씰(Navy SEALs)에서의 사용을 위해 소수의 육군,해군,공군에서만 소수 채용하였다.(미국의 일부 주방위군에서 사용하기도 함) M16A4 못지 않는 내구력을 가지고있으며, 명중률과 연사력이 특히 뛰어나다.
제원
- 무게 : 3.7kg(3770g)
- 길이 : 999mm
- 탄 : 5.56mm x 45 NATO
- 탄창 : 20발, 30발 박스탄창
- 작동방식 : 가스직동식(가스튜브식)
- 발사속도 : 분당 800~900발
- 유효사거리 : 500m
- 최대사거리 : 3400m

### M16A4
M16A3처럼 FN사에서 개발한 M16A4는 M16A2를 바탕으로 개량한 모델이다. 기존 M16A2, M16A3의 타원형 핸드가드 대신 4면 레일을 부착하고 운반손잡이가 분리되게 만든 모델이다. 현재 미해병대 제식소총이며, 미육군 역시 2002년부터 보급, 2004년부터 제식소총으로 채용하였으나 M4A1으로 대체되었다. 현재는 ACOG를 달아 분대지원화기로 사용한다.M16A4는 기존 M16A2와 M4 카빈의 약한 내구력을 문제로 새로 개선한 모델이다.모래와 물에 대해 강한 내구도를 가지고 있다. M16A3와 같은 완전 자동이 아닌 3점사를 지원한다. 완전 자동 사격이 되는 모델도 있다.
제원
- 무게 : 3.9kg(3940g)
- 길이 : 1001mm
- 탄 : 5.56mm x 45 NATO
- 탄창 : 20발, 30발 박스탄창
- 작동방식 : 가스직동식(가스튜브식)
- 발사속도 : 분당 900발
- 유효사거리 : 550m
- 최대사거리 : 3600m

### M16 권총
미국의 총기 규제법은 소총과 권총의 차이가 매우 심하다. 권총은 총기 규제법의 제한을 거의 받지 않기 때문이다. 그래서 일부 총기 매니아들은 M16 소총을 최대한 개조해서 권총화 시키기에 이르렀다.
- 총열 길이를 대폭 줄였다.
- 개머리판을 제거했다.
- 원래 개머리판 속에 있던 버퍼 튜브를 총 위로 올렸다.
- 총기 규제법이 변경됨에 따라 탄창 일체형이 나오기도 했다.

이렇게 해서 '올림픽 암즈 OA-93', 속칭 M16 권총이라는 이상한 총이 만들어졌다.

## 각 부분 명칭
1. 가늠자 (rear sight)

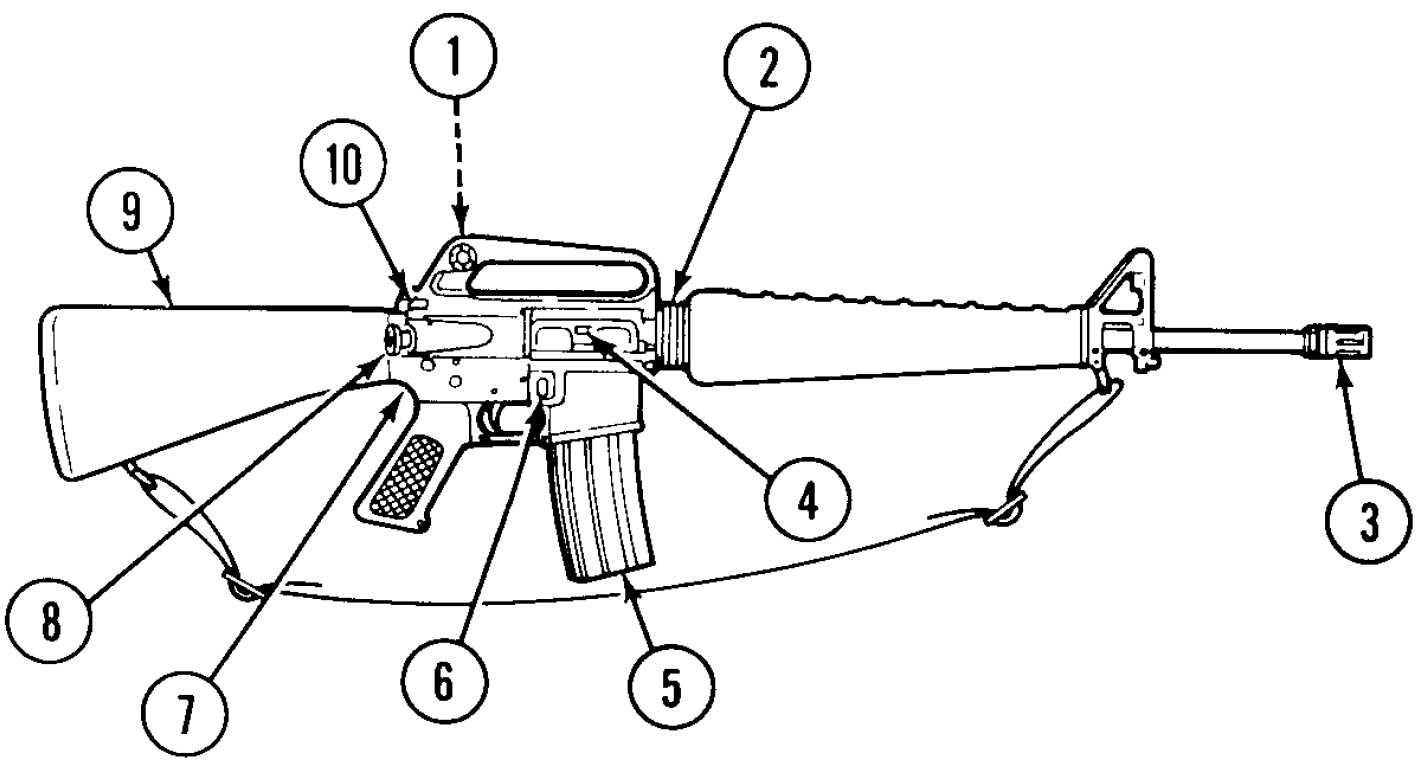
M16A1 소총 오른쪽 면

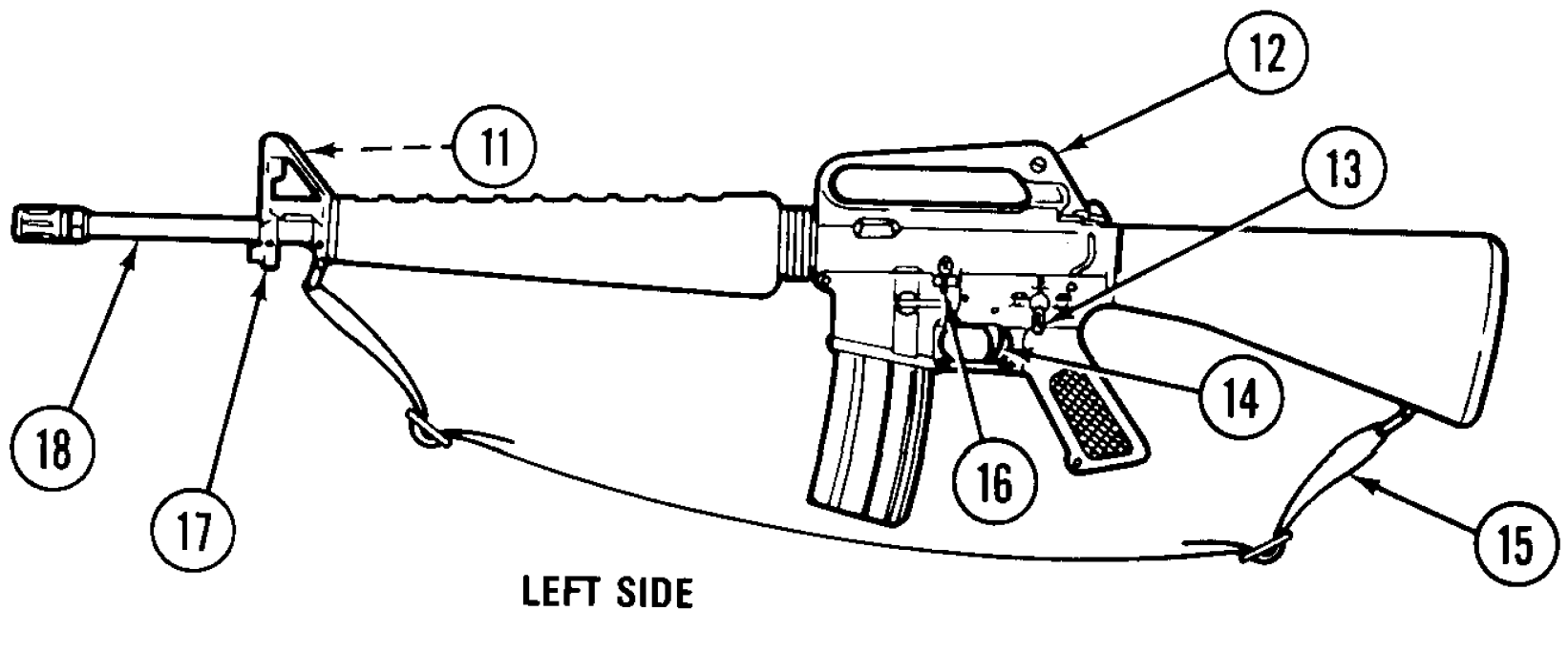
M16A1 소총 왼쪽 면

2. 총열 덮개 고정 링/델타링 (hand guard slip ring, delta ring)
3. 소염기 (flash suppressor)
4. 탄피 배출구 더스트커버 (ejection port cover)
5. 탄창 (cartridge magazine)
6. 탄창 멈치 (magazine catch button)
7. 아랫 몸통 (lower receiver)
8. 노리쇠 전진기 (forward assist)
9. 견착대 (shoulder gun stock)
10. 장전 손잡이 (charging handle)
11. 가늠쇠 (front sight)
12. 운반 손잡이 (carrying handle)
13. 조정간 (selector lever)
14. 방아쇠 (trigger)
15. 멜빵 (small arms sling)
16. 노리쇠 멈치 (bolt catch)
17. 칼꽂이 (bayonet stud)
18. 총열 앞 부분

## 평가

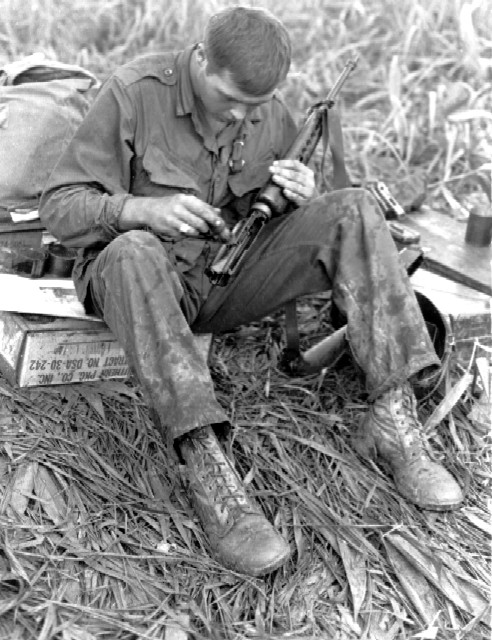
베트남 전쟁이 진행 중이던 1966년 미육군 병사가 XM16E1 소총을 청소하고 있다.

M16 소총은 개머리판에 들어있는 완충 스프링과 가스 직동식 작동 방식 덕분에 연발 사격시 반동이 적고, 단발 사격시에도 사격간 조준선 유지가 용이하다. 정밀도도 2MOA~3MOA 급 이기 때문에 사격시 정확도 면에서 좋은 평가를 받고 있다. 이러한 장점들로 인해 주력 제식 소총이 M16이 아닌 군에서도 특수부대에서는 M16이나 M4 카빈을 사용하는 예가 있다. (영국의 SAS, 오스트레일리아 SAS 등)
신뢰성 및 운용성 관련해서는 초기 도입 때부터 지금까지 계속적으로 문제가 되고 있다. 연소 가스가 노리쇠 뭉치와 직접 접촉하는 가스 직동식을 사용하기 때문에, 사격시 가스의 그을음이 노리쇠와 약실 등에 쌓인다. 따라서 주기적으로 청소를 하지 않으면 작동불량(기능장애)이 발생할 수 있다. 특히 노리쇠 및 작동부분이 어느 정도 오염된 경우, 각도를 주어 사격을 하면 총의 작동이 불량해지는 경우가 많다. 또한 주입된 가스의 열로 인해 총이 과열되기 쉽다. 이 때문에 CAR-703과 같이 과거부터 M16 소총에 가스 피스톤 방식을 적용하려는 시도가 있었고, 최근 미군을 겨냥하여 총기회사들이 내놓은 많은 소총(HK 416, FN SCAR)의 경우 쇼트 스트로크 가스피스톤 방식을 사용한다. 또한 부품들이 작고 부품간 간격이 좁아 M1 개런드나 M14 소총보다 먼지에 민감하며 빈번한 청소가 필요하다고 평가된다.

과거 M16을 사용했던 나라들도, 자체 개발 소총의 경우 가스 직동식이 아닌 가스 피스톤 방식을 사용하는 경우가 대부분이다. 대표적인 예가 K2 소총, 대만 65식 소총, 싱가포르의 SAR-80, SR-88이다. 가스 직동식을 사용하는 현용 소총은 M16, M4, SR-25, 한국의 K1 정도밖에 없다.
M16A4, M4의 경우 레일 시스템의 도입으로 융통성 있고 효과적인 무기 체계로 인정받고 있다. 또한 M16A1은 한국에서도 K2 소총과 함께 좋은 평가를 받고있다.
이례적으로 총기를 처음 제작할 때 플라스틱 부품을 사용했는데 이 덕분에 돌격소총으로서는 눈에 띄는 경량화를 해냈으나 일각에서는 단지 재질이 플라스틱이라는 이유 하나만으로 제대로 된 병기가 아닌 프라모델 취급을 받기도 했다. 실제로도 단점을 꼽으라면 플라스틱 재질인 탓에 내구력이 별로 강하지 않다는 점 정도이다.

## 대중 문화

### 영화 및 드라마
- 블랙 호크 다운

레인저 대원들이 M16A2를 사용한다.
- 택시운전사 (영화)

계엄군들이 M16A1을 사용한다.
- 화려한 휴가

계엄군과 시민군이 M16A1을 사용

### 게임
- 배틀그라운드, 배틀그라운드 모바일, 배틀그라운드: 뉴 스테이트에서 5.56mm탄을 사용하는 돌격소총 M16A4로 등장한다.
- 로블록스의 팬텀포스라는 게임에서 M16A3 , M16A4 , M4카빈으로 등장한다.
- 콜 오브 듀티 4: 모던 워페어, 콜 오브 듀티: 모던 워페어 2, 콜 오브 듀티: 모던 워페어 3, 콜 오브 듀티: 모던 워페어 리 마스터드, 콜 오브 듀티 모바일,캠페인 리마스터드에서 M16A4로 등장 최신작인 리부트에선 일부 무기도안이나 개조를 거쳐 M16처럼 만들 수 있다
- 서든어택에서 M16 돌격소총으로 나온다.

## 같이 보기
- 대한민국 국군
- 미국의 군사
- M14 소총
- M4 카빈
- HK416
- AK-47
- AK-47과 M16 비교
- M203 유탄발사기
- KAC 마스터키
- XM26 LSS
- XM320 유탄발사기
- K-2 소총
- HS Produkt VHS
- k1A기관단총

### PDF문서
- (영어) 미육군 보고서 “M16A2 소총 특성 분석과 권고되는 개선사항들”
- (영어) Combat Training with the M16 Manual